# Marie Poznanska
Marie Poznanska (1819-1873) est une violoniste polonaise.

## Biographie

### Enfance
Marie Poznanska nait à Varsovie en 1819 au sein d'une famille passionnée par la musique. Son père, Stanislaw Poznansky, ébéniste, est également violoniste amateur et sera le premier professeur de sa fille. Durant son enfance, elle a souvent l'occasion de jouer en public lors de représentations populaires et familiales. C'est au cours de l'une d'entre elles que Wojciech Żywny, le premier professeur de Frédéric Chopin, la remarque et, fasciné par la maturité du jeu de l'enfant, décide de prendre en main son éducation musicale. C'est chez son maître qu'elle rencontrera notamment celui qui était alors en passe de devenir le plus grand pianiste romantique de son temps.

### Rencontres et carrière
À l'âge de dix-huit ans, Marie a déjà sillonné la Pologne, semant la musique et soulevant l'enthousiasme. Elle se voit proposer une tournée de concerts en France mais hésite encore à quitter sa famille pour un si long temps. Finalement, elle se décide et arrive à Paris munie de lettres de recommandation de son professeur pour l'élite musicale, et particulièrement pour le jeune Frédéric Chopin. Celui-ci, ravi d'accueillir une compatriote, élève de son ancien maître, remarque très vite le talent de la jeune fille et lui propose de partager la première partie d'un de ses concerts. Cette collaboration ponctuelle donnera naissance à un duo fructueux, qui sera interrompu par une série de concerts en Italie dont elle interprète la musique – Paganini lui-même l'aurait entendue jouer ses propres compositions ! La rencontre avec ce pays fut déterminante, et elle y fera des immersions de plus en plus longues. Elle revient en 1842 en France afin de préparer un concert avec Chopin ; il lui présente à cette occasion George Sand, avec qui elle se liera d'amitié. Entre les deux musiciens pourtant les dissensions sont nombreuses et profondes, au point de faire éclater le duo pour sauver l'amitié.

### Vie intime
Sa vie est de plus en plus centrée sur l'Italie, où elle fréquente divers cercles artistiques et intellectuels. Elle y rencontre Giacomo Barbieri, un jeune peintre dont l'aristocratie accapare les talents. Elle l'épouse en 1846 et accouche dans la foulée d'une petite Cristina. Durant les années suivantes, le couple fait face à des difficultés financières et affectives : Marie perd ses deux parents à quelques mois d'écart. La vie familiale se concentre autour de Cristina, à laquelle sa mère se consacre entièrement. En 1855, Giacomo succombe à la suite d'intoxication au plomb contenu dans ses peintures. Marie prend le deuil et décide de vivre pour sa fille, soutenue par la main lointaine de George Sand. Elle ne se produit plus que rarement en concert. Ayant transmis la passion de sa famille pour la musique à sa fille, elle la voit dans ses dernières années devenir une soprane considérable. Cristina lui fermera les yeux en 1873 à Bologne.

## Sources
- George Sand, Correspondance, Garnier Frères, 1971
- Frédéric Chopin, « Correspondance », La Revue musicale
- Adrien Lecouvreur, Les petits maîtres de la peinture italienne
- Edgar Wenter-Crévitte, Chopin et ses muses, Flammarion, 1881
- Miroslav Berànekwicz, Marie Poznanska, jusqu'au dernier son, Presse universitaire (non encore traduit du polonais, traduction du titre approximative)